# Любавины
«Любавины» — роман Василия Шукшина в двух книгах, написанный в 1959—1964 годах. Первая книга полностью опубликована в 1965 году, вторая — в 1987 году, уже после смерти Шукшина.

## Сюжет
Роман основан на семейных преданиях. Прототипы героев пока окончательно не определены, но известно, что семьи Байкаловых, Колокольниковых, Малюгиных, Поповых и поныне живут в Сростках — родном селе Шукшина. Исследователи видят связь между героиней романа Марией Поповой и матерью писателя — Марией Сергеевной Шукшиной (урождённой Поповой).
В глухое сибирское село приезжают дядя и племянник Родионовы, командированные из уездного центра для организации школы. На самом деле это уполномоченные ГПУ, и их основная задача — выяснить местонахождение многочисленной и очень опасной банды, которая наводит страх на местных жителей. Сразу по прибытии Родионовы вступают в конфронтацию с семьей местного кулака Емельяна Любавина. По многим признакам, Любавин и его сыновья связаны с бандой. Любавины, в свою очередь, ни минуты не сомневаются, что приезжие присланы заниматься не только школой.

## История создания и публикации
Первоначально Шукшин планировал назвать своё первое большое произведение «Баклань». Роман был задуман и начат во второй половине 50-х годов. В. М. Шукшин, студент ВГИКа, приезжая на каникулы в Сростки, подолгу беседует со старожилами о временах гражданской войны и коллективизации, собирая материал для своего произведения. Работа над романом (иногда с длительными перерывами) шла до 1963 года. Работая над темой, автор стремился создать произведение, ничуть не похожее на известные образцы, во всех отношениях самостоятельное и самобытное.
Первая часть романа была написана в 1959—1961 годах, в основном в общежитии ВГИКа, где тогда жил Шукшин. Его рассказы тогда уже печатались в двух крупных журналах: «Октябрь» и «Новый мир», и Шукшин хотел издать свой роман в одном из них, однако колебался, не зная в каком лучше. В конце концов выбор пал на «Новый мир», однако в итоге редакция журнала решила роман не печатать.
В 1963 году роман был предложен издательству «Советский писатель» и, после долгих согласований и правок, весной 1964 года одобрен. 5 апреля 1964 года в «Московском комсомольце» был напечатан его отрывок.
Первая часть полностью впервые была опубликована в 1965 г. в журнале «Сибирские огни» и в том же году вышла отдельным изданием в «Советском писателе».
«Отдавая роман на суд читателя,— писал Шукшин в „Литературной России“,— испытываю страх. Оторопь берет. Я, наверно, не одинок в этом качестве испугавшегося перед суровым и праведным судом, но чувство это, знакомое другим, мной овладело впервые, и у меня не хватило мужества в этом не признаться».
В 1967 году Шукшин поделился дальнейшими планами: «Думаю года через два приступить к написанию второй части романа „Любавины“, и которой хочу рассказать о трагической судьбе главного героя — Егора Любавина, моего земляка-алтайца. Главная мысль романа — куда может завести судьба сильного и волевого мужика, изгнанного из общества, в которое ему нет возврата. Егор Любавин оказывается в стане врагов — остатков армии барона Унгерна, которая осела в пограничной области Алтая, где существовала почти до начала тридцатых годов. Он оказывается среди тех, кто душой предан своей русской земле и не может уйти за кордон, а вернуться нельзя — ждет суровая расплата народа. Вот эта-то трагедия русского человека, оказавшегося на рубеже двух разных эпох, и ляжет в основу будущего романа».
Вторую книгу Шукшин не стал публиковать, и она пролежала в столе до 1987 года. Шукшин о ней никому не говорил, а в изданиях первой книги снял слова «первая книга», тем самым обозначив её как завершённое произведение. Впервые вторая книга была опубликована в журнале «Дружба народов».

## Восприятие
В 1972 году в Петрозаводске первая книга романа была переведена на некоторые иностранные языки. Только в Польше, к примеру, роман вышел тремя изданиями. Главные достоинства «Любавиных» — в многообразии характеров, «в том немалом художественном мастерстве, с каким эти характеры выписаны, в передаче душевных движений людей, человеческих страсте и столкновений, в точной обрисовке сельского труда и быта».
Отзывы о романе в печати были сдержанные: «в тогдашнем злободневном контексте роман казался слишком углубленным в историю и вместе с тем слишком традиционным по фактуре». В. В. Виноградов, в своей статье о языке современной прозы в «Литературной газете» упрекнул автора в излишествах «диалектно-натуралистического стиля». В. Гура в той же газете и В. Хабин в «Литературной России» мягко оспорили это мнение. Оба критика, тем не менее, согласились, что роман небезупречен, и заметили, что над ним надо еще серьезно работать. «Возможно, В. М Шукшин последовал бы этому совету, если бы соединил в новом единстве написанную первую и задуманную вторую книги, но он этого так и не сделал: вторая книга, законченная к концу 60-х годов, оторвалась от первой и сюжетно, и даже технически: она осталась лежать в столе» — писал Л. Аннинский. Он же раскритиковал роман за историческую недостоверность: «Дело в том, что в замысле Шукшина (как и во всей первой книге романа) самоочевидна хронологическая «аберрация», а может быть, и сознательный сдвиг эпох. Обстановка смертельной схватки — ненависть, раздирающая русское село, не соответствует тому времени, к какому Шукшин ее отнес. Двадцатые годы, годы нэпа — это расцвет крестьянства; катастрофическая ситуация, которую Шукшин в этом времени усмотрел, явно перенесена туда из времени другого, причем не из раннего, как можно предположить по сюжетным «связкам», а из позднего. То есть не из эпохи гражданской войны, а из эпохи коллективизации, тяжесть которой Шукшин познал уже сиротством своим». В целом, он высказывается о романе положительно: «...проблема русского характера, мучившая Шукшина, путь русского крестьянина и судьба русской земли — драма, о которой Шукшин изболелся и которой он искал историческое оправдание, — боль эта, конечно, бьет и теперь из каждой строчки».

## Адаптации
- 1971 год — художественный фильм «Конец Любавиных», режиссёр — Леонид Головня.
- 1971 год — радиоспектакль «За Быстрянским лесом». СССР, Всесоюзное радио. (См. также Радиоспектакли с участием В. С. Высоцкого).